# Wilhelm Ashoff (Unternehmer, 1857)
Wilhelm Ashoff (* 31. Juli 1857 in Altena; † 13. Juli 1929 ebenda) war ein deutscher Unternehmer.

## Leben und Wirken
Wilhelm Ashoff war der Sohn eines Hutmachers. Er besuchte die Realschule in Altena und erlangte die Primareife in Siegen.
Nach der kaufmännischen Lehre trat Ashoff 1874 in das Unternehmen Basse & Selve ein, das 1861 gegründet wurde. In dieser Firma wirkte er 53 Jahre. Er stieg zum Prokuristen, Generalbevollmächtigten (ab 1899), Direktor und Generaldirektor auf. Nachdem die Firma im Jahre 1921 zur Selve AG wurde und im Jahre 1927 zur Berg-Heckmann-Selve AG umgewandelt wurde, schied er 1927 aus dem Vorstand aus. 1928 wechselte er als erster stellvertretender Vorsitzender in den Aufsichtsrat.
Ashoff setzte sich wegweisend für die Zusammenarbeit in der Messing-, Kupfer-, Nickel- und Aluminiumindustrie ein. Er war Mitglied in den Vorständen zahlreicher Berufsverbände. Er beteiligte sich an Initiativen zum Ausgleich der Interessenkonflikte mit der Arbeiterschaft. Zudem unterstützte er die Kaiser-Wilhelm-Gesellschaft.
Seit 1904 war Ashoff Mitglied der DDP und saß im Kreistag sowie im Magistrat der Stadt Altena. 1919 kandidierte er für die Verfassungsgebende Preußische Landesversammlung, wurde jedoch nicht gewählt.

## Ämter und Mitgliedschaften
- 1. stellvertretender Vorsitzender des Aufsichtsrats der Selve-Automobilwerke AG
- Vorsitzender der Handelskammer für das Lennegebiet des Kreises Altena und für den Kreis Olpe von 1904 bis 1929
- Mitglied des Kreistags und des Magistrats der Stadt Altena
- Ausschussmitglied des Zentralverbands der Deutschen Industriellen
- Mitglied des vorläufigen Reichswirtschaftsrats
- Mitglied des Hauptausschusses und Außenhandelsausschusses des Deutschen Industrie- und Handelskammertag
- Mitglied des Landesausschusses der preußischen Industrie- und Handelskammern
- Mitglied des Hauptausschusses des Reichsverbandes der deutschen Industrie
- Vorsitzender der Fachgruppe der Metallhütten- und Metallhalbzeugindustrie des Reichsverbandes der Deutschen Industrie
- Vorsitzender des Zentralverbandes der Deutschen Metall-, Walzwerks- und Hüttenindustrie e.V.
- Mitglied des Vereins für die gemeinsamen wirtschaftlichen Interessen in Rheinland und Westfalen
- Mitglied des Vorstands des Kupferblech-Syndikats in Kassel
- Mitglied des Vorstands des Kupferrohrverbands in Köln
- Mitglied des Vorstands des Deutschen Kupferdrahtverbands
- Mitglied des Vorstands des Aluminium-Walzwerkverbands

## Auszeichnungen
- 1918: Ernennung zum Königlich preußischen Kommerzienrat[5]
- 1923: Ernennung zum Dr.-Ing. ehrenhalber durch die Bergakademie Clausthal
- Ehrenvorsitzender des Verbandes des Wirtschafts-Vereins Deutscher Messingwerke e.V.